# Péter Abay
Péter Abay (* 13. května 1962 Budapešť, Maďarsko) je bývalý maďarský sportovní šermíř, který se specializoval na šerm šavlí. Maďarsko reprezentoval v osmdesátých a na začátku devadesátých let. Na olympijských hrách startoval v roce 1992 v soutěži družstev. V roce 1991 obsadil druhé místo na mistrovství světa a Evropy v soutěži jednotlivců. S maďarským družstvem šavlistů vybojoval na olympijských hrách 1992 stříbrnou olympijskou medaili. V roce 1991 a 1993 vybojoval s družstvem titul mistra světa a v roce 1991 titul mistra Evropy.